# 酒泉县 (开皇)
酒泉县，中国古旧县名。
隋朝开皇三年（583年）改永平县置，治所在今甘肃省张掖市西北，属张掖郡。大业二年（606年）改张掖县，移治于张掖市境。